# Larisa (stacja kolejowa)
Larisa (grecki: Σιδηροδρομικός Σταθμός Λαρίσης, Sidirodromikós Stathmós Larísis) – stacja kolejowa w Larisie, w regionie Tesalia, w Grecji. 
Znajduje się w dzielnicy mieszkalnej, w pobliżu centrum miasta. Jest obsługiwana przez pociągi międzymiastowe między Atenami i Salonikami OSE i przez pociągi regionalne między Salonikami i Wolos.

## Linie kolejowe
- Pireus – Plati
- Larisa – Wolos